# Правило умножения
Правило умножения (правило «и») — одно из основных правил комбинаторных принципов. Согласно ему, если элемент A можно выбрать n способами, и при любом выборе A элемент B можно выбрать m способами, то пару (A, B) можно выбрать n·m способами. Естественным образом обобщается на произвольное количество независимо выбираемых элементов. Данное правило обычно принимается за аксиому, как и правило суммы.

## Примеры

### Простой
Выбрать книгу и диск из 10 книг и 12 дисков можно {\displaystyle 10\times 12=120} способами.

### Количестворазмещенийс повторениями
Если есть множество из n типов элементов, и нужно на каждом из m мест расположить элемент какого-либо типа (типы элементов могут совпадать на разных местах), то количество вариантов этого будет nm.

### Составной
Пусть требуется найти количество слов, составленных не более, чем из 3-x букв алфавита {a, b, c}. Количество n-буквенных слов равно количеству размещений из 3 букв на n мест с повторениями — оно равно {\displaystyle 3^{n}}. Количество всех слов (так как нужно учитывать любое из слов) будет складываться из количеств одно-, двух- и трёхбуквенных слов. Тогда ответ на первоначальный вопрос будет {\displaystyle 3^{1}+3^{2}+3^{3}=39}.